# 第三次対仏大同盟
第三次対仏大同盟（だいさんじたいふつだいどうめい、Third Coalition, 1805年4月11日 - 1806年）は、ナポレオン1世が支配するフランス帝国の覇権に挑戦するため、神聖ローマ帝国、ロシア、イギリス、その他ヨーロッパ諸国が結成した同盟。革命後のフランスに対抗するものとしては3度目だが、ナポレオンのフランス帝国に対抗するものとしては最初の同盟である。
イギリスはアミアンの和約が破棄された後からすでにフランスと戦争状態にあり、プレスブルクの和約の後も唯一フランスと交戦状態であり続けた国であった。1803年から1805年の間、イギリスはフランスの強襲上陸の脅威に絶えず晒された。しかしイギリス海軍は制海権を支配し続け、1805年10月のトラファルガーの海戦にて、フランス・スペイン艦隊を完全に粉砕した。
第三次対仏大同盟が完全に達成されるのは1804年から05年の間のナポレオンのイタリアとドイツでの行動がオーストリアとロシアを刺激し、イギリスと共にフランスに敵対することになった時からである。この戦役の大半は大陸で決着が付いた。主な陸上の作戦は1805年8月末から10月末中旬までの間の大陸軍の大規模の機動によって、迅速なフランスの勝利をもたらしたウルム戦役と12月初旬にアレクサンドル1世指揮下のロシア・オーストリア連合軍を破ったアウステルリッツの戦いである。アウステルリッツの戦いは第三次対仏大同盟の終結をもたらしたが、その後もナポリで小規模な戦役が継続した。しかしこの戦役もカンポ・テネセの戦いによりフランスの決定的な勝利に終わった。
1805年12月26日、オーストリアとフランスはプレスブルクの和約を結び、オーストリアは第三次対仏大同盟とフランスとの戦争から離脱した。一方フランス革命戦争中に、カンポフォルミドとリュネヴィルで結ばれた2つの条約は強化された。この条約でオーストリアはイタリアとバイエルンをフランスに、ドイツをナポレオンの同盟国に割譲し、4000万フランの賠償金を課せられ、敗北したロシア軍が祖国に戻れるよう武装した状態での通行を許可した。アウステルリッツの勝利はライン同盟の形成を許可した。ライン同盟はドイツの国家の連合体でフランスとドイツの緩衝帯を形成する事を意図していた。これらの出来事の結果、神聖ローマ帝国は消滅し、1806年に神聖ローマ帝国フランツ2世は退位し、新たにオーストリア皇帝フランツ1世として君臨した。しかしこれらの達成はヨーロッパ大陸に持続する平和をもたらさなかった。アウステルリッツの勝利はロシアもイギリスも追い出すことは出来なかった。イギリス軍はシチリア島をフランスの侵略から防衛していた。一方プロイセンはフランスの影響力が中央ヨーロッパにまで及ぶ事を警戒して、1806年に第四次対仏大同盟を結成した。

## 背景
ヨーロッパは1792年以来フランス革命戦争に巻き込まれた。5年の戦いの後、1797年にフランスは第一次対仏大同盟の軍勢を制圧した。1798年に第二次対仏大同盟が結成されたが、1801年に同様に対仏大同盟は敗北し、イギリスだけがフランスの新たな統領政府に敵対し続けた。

### アミアンから第三次対仏大同盟までの経緯
1802年3月にフランスとイギリスはアミアンの和約を締結した。10年間で初めて全ヨーロッパに平和が訪れた。しかし多くの問題が両陣営に存在し続けており、和約の履行は次第に難しくなった。ナポレオンはイギリス軍がマルタから撤退しないことに怒っていた。ナポレオンがハイチ革命に遠征軍を送った時、両国の緊張はさらに高まった。これらの問題に対する非協力的な態度が続いたため、1803年5月18日にイギリスはフランスに宣戦布告した。ナポレオンは1803年3月にすでにイギリス上陸作戦を復活させていた。
ナポレオンの遠征軍はハイチで病気のために壊滅し、続けて第一共和政はナポレオンによる新しいフランス帝国の再建計画のため一掃された。カリブ海の植民地の砂糖からの十分な歳入無しでは、北米の広大なフランス領ルイジアナはナポレオンにとってほとんど価値がなかった。

## 同盟
1803年5月、イギリスはアミアンの和約を破棄してフランスへ宣戦布告した。これをもってフランス革命戦争とナポレオン戦争との区切りとされる。以降、イギリスは海上封鎖を展開し、フランス経済に打撃を与えた。1805年、ナポレオンはイギリスを屈服させるため、イギリス本土への侵攻作戦を計画、ドーバー海峡に面したブローニュに18万の兵力を集結させた。これに対抗するため、1805年4月11日、イギリスは各国と同盟を結成した。ただしプロイセンは中立的な立場を取った。
第三次対仏大同盟に参加した国家は以下のとおりである。
- グレートブリテンおよびアイルランド連合王国（イギリス）
- オーストリア帝国（神聖ローマ帝国）
- ロシア帝国
- ナポリ王国
- スウェーデン王国

## ウルム戦役
フランス軍はブローニュに結集していたため、内陸部の防備は手薄だった。オーストリアはこの隙を狙って戦端を開き、レイベリヒ率いる7万のオーストリア軍主力がバイエルンへ、カール大公率いる部隊がイタリアへ侵攻を開始した。続けてクトゥーゾフ率いるロシア軍もバイエルンへ侵攻、両軍は協同してバイエルン軍を撃破し、ミュンヘンを陥落させた。
8月29日、フランス軍の大部隊はブローニュを離れ、600キロメートル余りの行程を当時の軍事常識を超えるスピードで大移動し、9月末にはライン方面に集結した。フランス軍の動向を全く掴んでいなかったレイベリヒはウルムまで軍を前進させたが完全に不意を衝かれることになった。9月25日から10月20日に及ぶウルム戦役において、フランス軍はオーストリア軍の戦略的包囲に成功し、10月20日にウルムの戦いにて、レイベリヒを降伏に追い込んだ。フランス軍はオーストリアへ侵攻し、11月14日にウィーンに入城した。

## トラファルガーの海戦

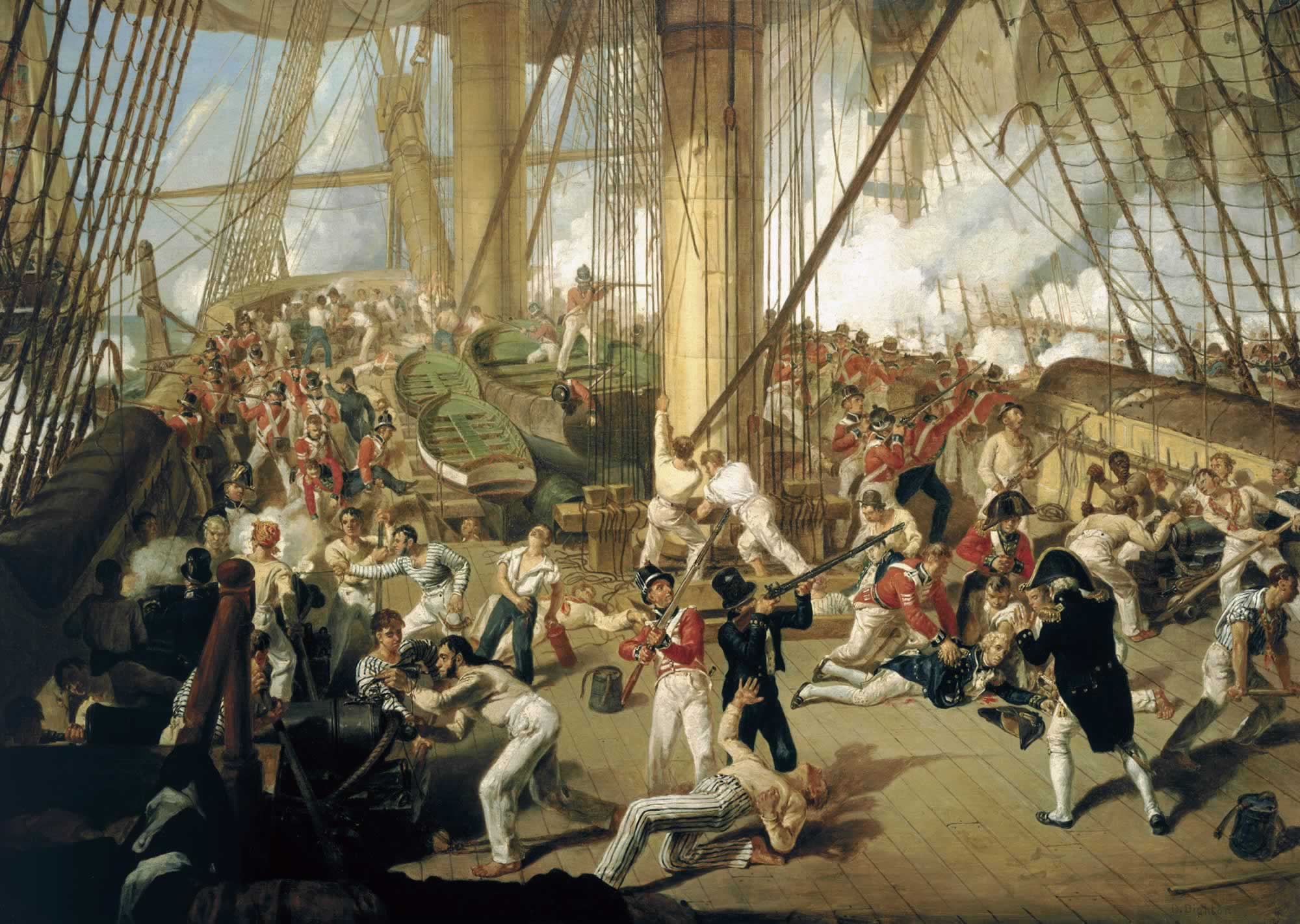
ネルソンの最期

イギリス本土へ侵攻するためには、ドーバー海峡の制海権を獲得しなくてはならなかった。ナポレオンはスペインと協力して多数の軍船と輸送船を建造した。さらにイギリス海軍の戦力を分散させるため、イギリス領西インド諸島の攻撃を計画、ヴィルヌーヴ率いるフランス・スペイン連合艦隊を派遣した。しかし、西インド諸島への攻撃は失敗に終わった。ヴィルヌーヴ艦隊は本国への帰路で、カルダー率いるイギリス艦隊と交戦、7月22日のフィニステレ岬の海戦に敗れ、カディス港へと避退した。
8月、内陸部での戦闘のため、ナポレオンはブローニュの兵員をライン方面へ移動させた。事実上、この時点でイギリス侵攻作戦を断念したのである。10月19日、フランス艦隊がナポリへ向けて出航すると、ネルソン率いるイギリス艦隊がこれを捕捉し、10月21日、トラファルガーの海戦でフランス艦隊を撃破した。海戦によりイギリスはネルソン提督を失ったが、フランスの海軍力は大きく減退させられ、ナポレオンは制海権の奪取は不可能と判断し、イギリス侵攻作戦を完全に中止した。

## アウステルリッツの戦い

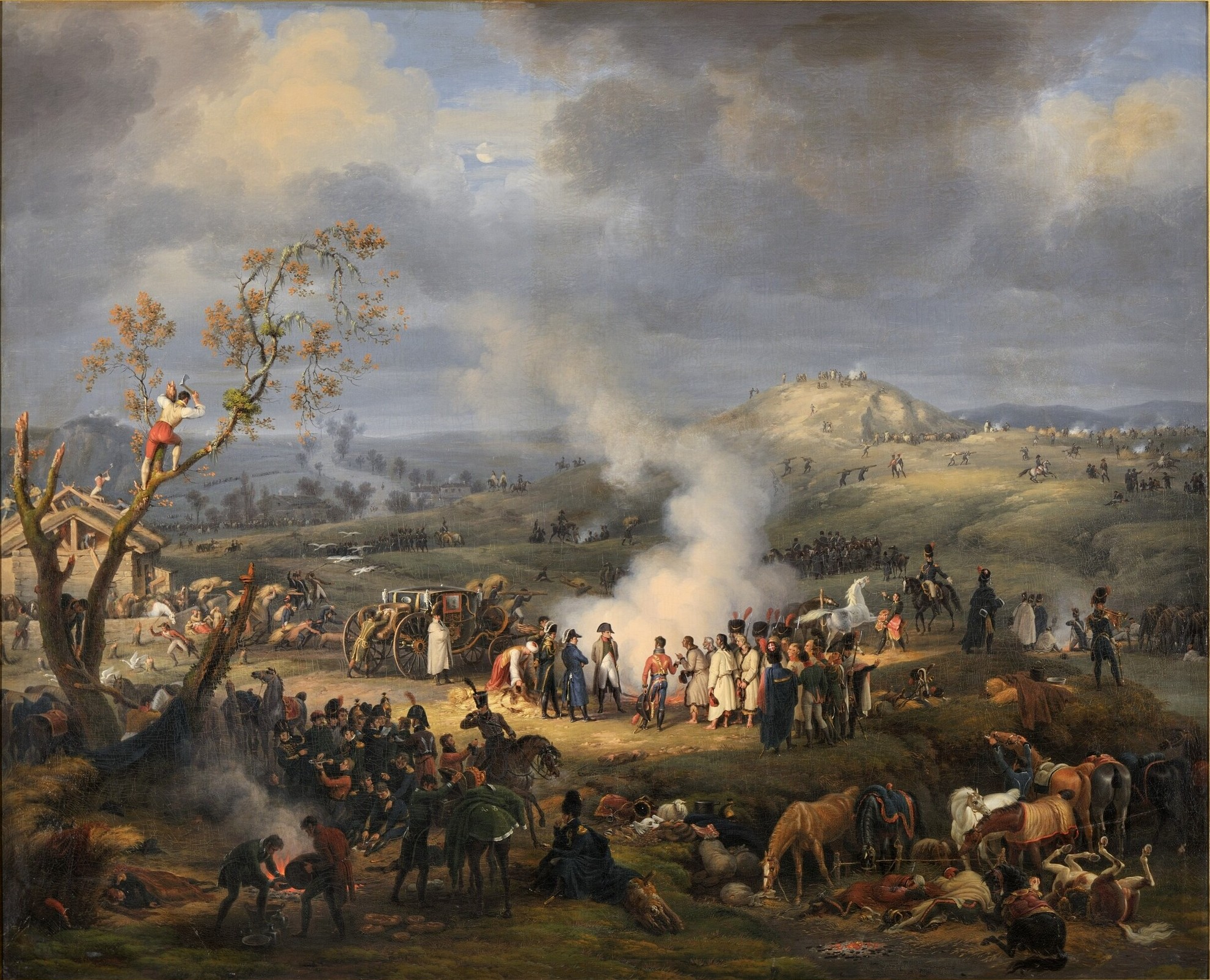
アウステルリッツの戦い前夜のナポレオンと兵士たち

ロシア軍はオーストリア軍残存部隊と合流して決戦を挑んだ。ナポレオンの即位1周年にあたる12月2日、モラヴィアのアウステルリッツ郊外のプラツェン高地で、フランス軍とオーストリア・ロシア連合軍が激突した。このアウステルリッツの戦いにおいて、ナポレオンは優勢な敵に対し、後に芸術と評される采配を振る。味方の弱点をわざと攻撃させて敵の中央部に隙を作り、集中攻撃をかけて突破、完勝した。
この戦いはフランス皇帝ナポレオン1世、ロシア皇帝アレクサンドル1世、神聖ローマ帝国皇帝フランツ2世の3人の皇帝が1つの戦場に会したことから「三帝会戦」とも呼ばれる。12月4日、フランツ2世はナポレオンと会見し、休戦協定に合意した。

## 戦後処理
トラファルガーの海戦の結果、フランス軍によるイギリス本土への脅威は薄れたが、大陸における覇権を覆すには至らなかった。12月26日、オーストリアはプレスブルクの和約を締結し、フランスと講和、同盟から脱落した。
1806年、ナポレオンはナポリ王国を征服し、兄ジョゼフ・ボナパルトをナポリ王に即位させた。これによってナポリ王国も同盟から脱落し、事実上、第三次対仏大同盟は崩壊した。さらにナポレオンは親フランスのライン同盟を結成し、神聖ローマ帝国を解体させた。フランスの覇権は中部ドイツまで及ぶこととなったが、こうした強引なやり方は、それまで中立を保ってきたプロイセン王国の警戒心をあおり、第四次対仏大同盟の結成へ動き出させることとなった。